# Олександра Матвијчук
Олександра Вјачеславивна Матвијчук (украјински: Олександра В’ячеславівна Матвійчук; рођена 8. октобра 1983) је украјински адвокат за људска права и лидер цивилног друштва у Кијеву. Она је на челу непрофитне организације Центар за грађанске слободе и борац је за демократске реформе у својој земљи и региону ОЕБС-а.

## Едукација
Похађала је национални универзитет Кијева "Тарас Шевченко" , где је дипломирала је 2007. године када је стекла диплому мастер студија. 
2017. године је постала прва жена која је учествовала у украјинском програму за нове лидере Универзитета Стенфорд у САД.

## Каријера
Олександра је почела да ради за непрофитну организацију Центар за грађанске слободе 2007. године, у години у којој је та организација и основана.
2012. године је постала члан Саветодавног већа при комесару за људска права украјинског националног парламента (верховне раде).
У периоду између Револуције достојанства и инвазије Русије на Украјину 2022. године фокусирала се на документовање ратних злочина током рата у Донбасу. Сусревши се са тадашњим потпредседником Сједињених Држава Џозефом Бајденом 2014. године, она се заложила за већу подршку у санбдевању оружјем како би се окончао рат.
Након руске инвазије на Украјину 2022. године, Олександра се појавила у бројним међународним медијима како би представљала украјинско цивилно друштво, посебно у вези са питањима која се односе на интерно расељена лица и питање ратних злочина, као и друга питања људских права. Према Форин Полиси-ју, залагала се за стварање специјалног 'хибридног суда' који би истраживао питања ратних злочина и кршења људских права. Такође је позвала да се Владимиру Путину и руским војницима суди у специјалном трибуналу за руску инвазију на Украјину, наводећи да би то могло да има ефекат хлађења на „бруталност кршења људских права која руске трупе чине”.

## Награде
- 2022 – Рајт Лајвлихуд награда
- 2021 – Кандидат Украјине у Комитету УН против тортуре[7]
- 2017 – Награда „Украјинска жена од храбрости“ коју је доделила амбасада САД[8]
- 2016 – Награда "Democracy Defender Award", Парламентарна скупштина ОЕБС-а[9]
- 2015 – „Sjur Lindebrække Prize for Democracy and Human Rights“, коју додељује норвешка политичка партија десног центра "Хоире".[10]
- 2007 – Награда Васиљ Стус, Украјински огранак "PEN International"[11]